# Soufflenheim
Soufflenheim település Franciaországban, Bas-Rhin megyében. Lakosainak száma 4775 fő (2022. január 1.). Soufflenheim Drusenheim, Haguenau, Schirrhein, Sessenheim és Rountzenheim-Auenheim községekkel határos.

## Népesség
A település népessége az elmúlt években az alábbi módon változott:
| Lakosok száma | 4945 | 4943 | 4976 | 4889 | 4858 | 4827 | 4796 | 4788 | 4775 |
|               | 2014 | 2015 | 2016 | 2017 | 2018 | 2019 | 2020 | 2021 | 2022 |